# Briteiros (Santa Leocádia)
Briteiros (Santa Leocádia) (oficialmente; também usado Santa Leocádia de Briteiros) é uma povoação portuguesa do Município de Guimarães que foi sede da extinta Freguesia de Santa Leocádia de Briteiros, freguesia que tinha 5,05 km² de área e 819 habitantes (2011), e, por isso, uma densidade populacional de 162,2 hab/km².
A Freguesia de Santa Leocádia de Briteiros foi extinta em 2013, no âmbito de uma reforma administrativa nacional, para, em conjunto com a Freguesia de Briteiros (São Salvador), formar uma nova freguesia denominada União das Freguesias de Briteiros São Salvador e Briteiros Santa Leocádia com sede em Briteiros São Salvador.

## Património
- Citânia de Briteiros[4]

## População
| População da freguesia de Briteiros (Santa Leocádia) (1864 – 2011) | População da freguesia de Briteiros (Santa Leocádia) (1864 – 2011) | População da freguesia de Briteiros (Santa Leocádia) (1864 – 2011) | População da freguesia de Briteiros (Santa Leocádia) (1864 – 2011) | População da freguesia de Briteiros (Santa Leocádia) (1864 – 2011) | População da freguesia de Briteiros (Santa Leocádia) (1864 – 2011) | População da freguesia de Briteiros (Santa Leocádia) (1864 – 2011) | População da freguesia de Briteiros (Santa Leocádia) (1864 – 2011) | População da freguesia de Briteiros (Santa Leocádia) (1864 – 2011) | População da freguesia de Briteiros (Santa Leocádia) (1864 – 2011) | População da freguesia de Briteiros (Santa Leocádia) (1864 – 2011) | População da freguesia de Briteiros (Santa Leocádia) (1864 – 2011) | População da freguesia de Briteiros (Santa Leocádia) (1864 – 2011) | População da freguesia de Briteiros (Santa Leocádia) (1864 – 2011) | População da freguesia de Briteiros (Santa Leocádia) (1864 – 2011) |
| ------------------------------------------------------------------ | ------------------------------------------------------------------ | ------------------------------------------------------------------ | ------------------------------------------------------------------ | ------------------------------------------------------------------ | ------------------------------------------------------------------ | ------------------------------------------------------------------ | ------------------------------------------------------------------ | ------------------------------------------------------------------ | ------------------------------------------------------------------ | ------------------------------------------------------------------ | ------------------------------------------------------------------ | ------------------------------------------------------------------ | ------------------------------------------------------------------ | ------------------------------------------------------------------ |
| 1864                                                               | 1878                                                               | 1890                                                               | 1900                                                               | 1911                                                               | 1920                                                               | 1930                                                               | 1940                                                               | 1950                                                               | 1960                                                               | 1970                                                               | 1981                                                               | 1991                                                               | 2001                                                               | 2011                                                               |
| 569                                                                | 564                                                                | 596                                                                | 687                                                                | 717                                                                | 686                                                                | 655                                                                | 785                                                                | 829                                                                | 847                                                                | 758                                                                | 728                                                                | 820                                                                | 906                                                                | 819                                                                |